# Ceahari-Zbarazki, Zbaraj
Ceahari-Zbarazki (în ucraineană Чагарі-Збаразькі) este un sat în comuna Maksîmivka din raionul Zbaraj, regiunea Ternopil, Ucraina.

## Demografie
Componența lingvistică a localității Ceahari-Zbarazki
     Ucraineană (98,66%)
     Alte limbi (1,33%)
Conform recensământului din 2001, majoritatea populației localității Ceahari-Zbarazki era vorbitoare de ucraineană (98,66%), existând în minoritate și vorbitori de alte limbi.